# Barbara J. Desoer
Barbara J. Desoer est la directrice générale de Citibank depuis le 1er avril 2014, et occupait le poste de chef de la direction de Citibank, d'octobre 2013 jusqu'au 1er avril 2014.

## Biographie
Elle a été présidente de Bank of America Home Loans, l'un des principaux créanciers et de prêts hypothécaires des États-Unis. Elle a été membre de l'équipe de direction de Bank of America Corporation, avant de faire rapport au chef de la direction, Brian Moynihan. 
Desoer a mené une entreprise qui comptait environ 20 % du marché américain d'origine hypothécaire, avec un budget de service de 2 milliards de dollars pour près de 14 millions de clients, soit près d'une hypothèque sur cinq aux États-Unis. Elle a également géré l'activité boursière de Bank of America.
Elle a assumé son rôle à la mi-2008 quand on lui a demandé de mener l'intégration de Countrywide Financial Corporation, que Bank of America a acheté le 1er juillet 2008. Elle a dirigé le lancement de la marque Bank of America Home Loans en avril 2009.
Elle a rejoint Bank of America en 1977 et a occupé des postes de direction dans les prêts commerciaux, les produits de consommation, la banque de détail et le marketing.
En 2008, Desoer a été reconnu par US Banker, deuxième du classement annuel des « 25 femmes les plus puissantes en banque ». Elle a également été reconnue par le magazine Fortune comme l'une des « 50 femmes les plus puissantes en affaires ». En 2007, elle a été nommée « chef d'entreprise de l'année » par la Haas School of Business à l'université de Californie à Berkeley. En 2009, Forbes l'a nommée l'une des 100 femmes les plus puissantes au monde.
Un article du New York Times a rapporté que Desoer avait annoncé sa retraite en février 2012. La Banque d'Amérique a déclaré que, en raison de la restructuration, son poste ne serait plus d'application et que son unité rendrait compte à David Darnell qui supervise la section de consommation de l'entreprise.